# 艾伦·沙塔内
艾倫·邁克爾·查士納（英語：Allen Michael Chastanet），是一名聖盧西亞商人與政治人物，2016年至2021年出任圣卢西亚总理。他現時也是可可棕櫚酒店的常務董事。

## 個人生活
沙塔内是商人邁克爾·沙塔内（Michael Chastanet）的兒子，後與拉奎爾·杜布雷-沙塔内（Raquel DuBoulay-Chastanet）結婚並育有兩名子女。